# District de Thach That
Le district de Thach That (vietnamien : Thạch Thất) est un district (Huyện) de la province de Hanoï dans la région du Delta du Fleuve Rouge au Viêt Nam.

## Description
Thach That faisait partie de la province de Hà Tây jusqu'à ce que celle-ci soit absorbée par Hanoï en 2008.

## Lieux et monuments

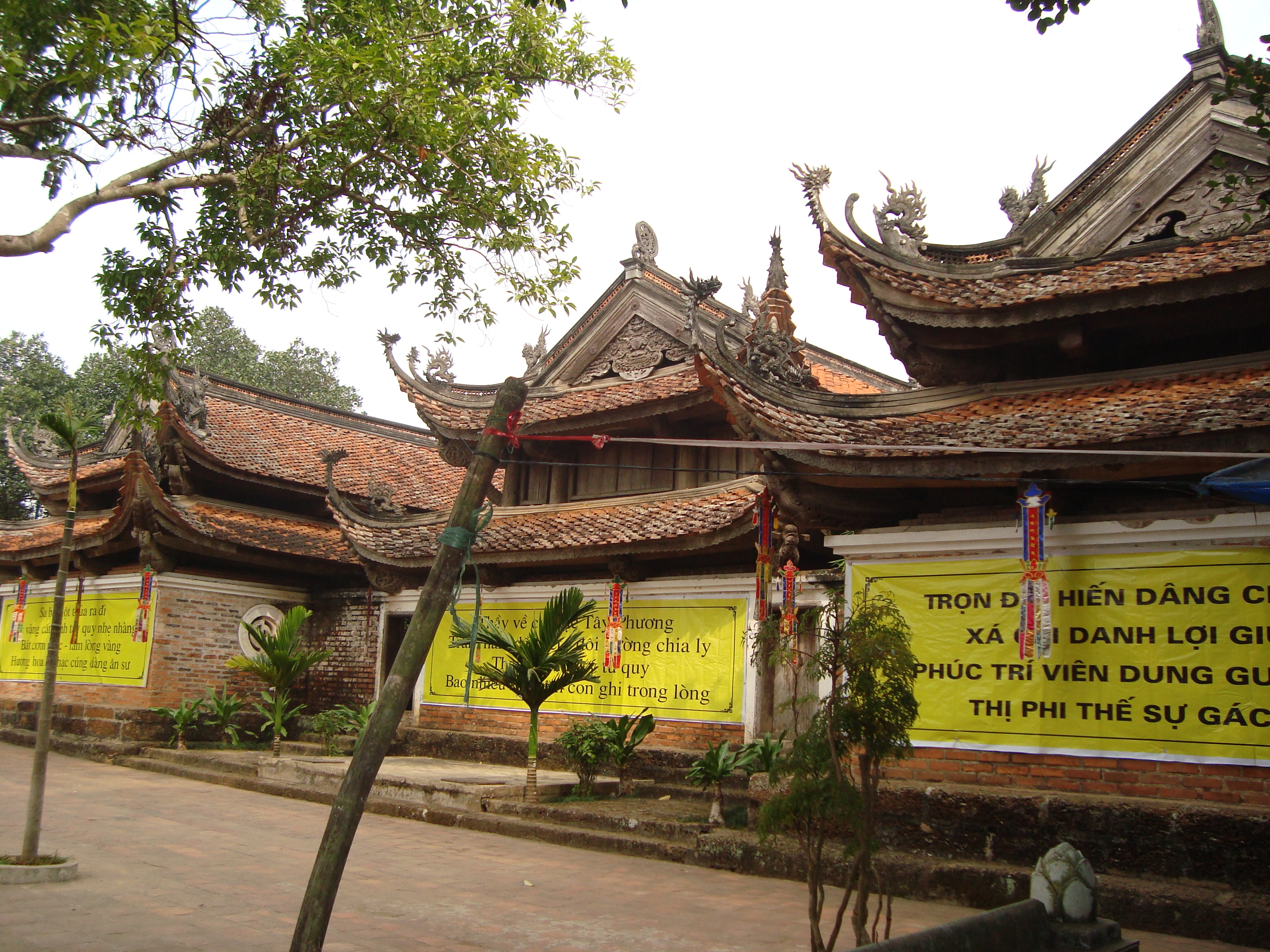
Temple bouddhiste Tây Phương.